# Западна Европа
Западна Европа е регионът, включващ западните страни в Европа. Макар че терминът има географски контекст, уникалността на Западна Европа е основно в исторически, политически и културен аспект.
Приетата дефиниция на концепцията за Западна Европа е създадена след Втората световна война, в резултат на Студената война (приблизително 1945 – 1991) и включва всички страни, които застъпват позицията на Съединените щати, противопоставящи се на комунистическия режим в Съветския съюз и страните от Източния блок. Някои от западните държави са станали демокрации – Испания и Португалия, например, са били под диктаторски режими до 1975 г. Други страни, които са влезли неутрална позиция по време на Студената война, като Швейцария и Швеция също се считат за част от Западна Европа. Те се присъединяват към западните икономически организации – европейската (ЕАСТ, например), а техните икономики определено са били далеч от комунизма в Източна Европа. Смисълът на понятието „Западна Европа“ в географски план започва да отстъпва с включването на Гърция в западноевропейските страни – Гърция се намира в действителност до някои страни от източноевропейския регион.

## Географско положение
Западноевропейският район включва 25 страни, от които 15 са членки на ЕС. Регионът има широк излаз на Средиземно море. Отворен е към Атлантическия океан, което улеснява стопанския контакт между региона и останалите страни в света, включително Япония и САЩ. Регионът е общ икономически механизъм с единен природен, демографски и стопански потенциал. Страните в него се стремят да премахнат границите помежду си (споразумението в Шенген), поради което размерът на територията им постепенно губи значението си. Процесът на интегриране доведе до формирането на Европейско икономическо пространство (ЕИП). След 1993 г. то се оформя като една от икономическите сили в света с около 46% от световната търговия. Три четвърти от тази търговия е в рамките на Европа, което е доказателство за отварянето на границите и за връзките между страните, формирали ЕИП. Движението на хора, стоки и капитали стимулира икономическото развитие на региона, изграждането на единна инфраструктура. За стопанското спояване на региона допринасят тунелът под Ла Манш, свързващ Великобритания с континента, и речният път Рейн-Майн-Дунав, чрез който се съединяват Северно и Черно море.

## Геополитическо определение на Обединените нации
За официалните си документи и публикации, Организацията на обединените нации групира страните в класификация по региони. Западна Европа по определението на ООН:
| Държава        | Столица    | Площ        | Население (ООН, 2009) |
| -------------- | ---------- | ----------- | --------------------- |
| Белгия         | Брюксел    | 30 528 km²  | 10 741 000            |
| Ирландия       | Дъблин     | 70 286 km²  | 4 517 800             |
| Люксембург     | Люксембург | 2586 km²    | 491 700               |
| Монако         | Монако     | 2 km²       | 33 000                |
| Великобритания | Лондон     | 244 110 km² | 61 612 300            |
| Нидерландия    | Амстердам  | 41 526 km²  | 16 517 532            |
| Франция        | Париж      | 543 965 km² | 65 073 482            |

## Селско стопанство и промишленост
Основния земеделски отрасъл е животновъдството и по-точно – едрият рогат добитък. Преобладават хранителната, химическата, текстилната и машиностроителната индустрия. Във Великобритания процъфтява корабостроенето и корабоплаването.
Страните, които са част от Западна Европа (Франция, Великобритания, Ирландия) са едни от най-развитите в света. Те са важна част от ЕС, тъй като Великобритания и Франция са едни от основателките му. В тези страни, както е споменато по-горе, индустрията се е развила, развива се и най-вероятно ще продължи да се развива с бързи темпове.

## Население и демографски процеси
Населението на западноевропейския регион съставлява 9,3% от населението на света. Средната географска гъстота е 100 д./кв. км.
Най-гъсто населени са Малта (1267 д./кв. км) и Нидерландия (421 д./кв. км), а с най-малка гъстота е Норвегия (13,6 д./кв. км). С ниски стойности на географската гъстота са Шотландия, аграрните райони на Италия, Испания, Франция и Северна Ирландия.
Страните от Скандинавския полуостров се отличават с по-голяма географска гъстота в крайбрежните части.